# Liebe ist für alle da
Liebe ist für alle da è il sesto album in studio del gruppo musicale tedesco Rammstein, pubblicato il 16 ottobre 2009 dalla Pilgrim Management e Universal Music Group.

## Descrizione
Le tematiche affrontate nell'album si concentrano in via di mezzo tra quelli di Reise, Reise e i primi Herzeleid e Sehnsucht, con ritmi e musiche del tutto nuovi per il gruppo, che si noteranno in modo particolare nei brani B******** (Bückstabü, gioco di parole coniato dalla band stessa) e Waidmanns Heil. Inoltre, la sesta traccia dell'album, Frühling in Paris, presenta parti in lingua francese tratte da Non, je ne regrette rien di Édith Piaf.
A causa della connotazione violenta e trasgressiva dei contenuti e dei testi, espressa chiaramente nei singoli Pussy e Ich tu dir weh, in molti paesi d'Europa la vendita dell'album è stata vietata ai minori di diciotto anni. La band ha in seguito espresso il proprio disappunto sulla censura, ritenendo che il nuovo album non avesse alcuna connotazione eccessiva o scabrosa rispetto ai predecessori (in particolar modo Sehnsucht ed Herzeleid), che non furono mai censurati.
Nonostante ciò, l'album ha riscosso un grande successo di vendite ed è stato certificato sette volte disco d'oro in madrepatria per le oltre 700 000 copie vendute. L'album ha ottenuto dei buoni riscossi in Francia, dove ha raggiunto il primo posto nelle classifiche, e divenendo l'album più venduto del gruppo tedesco. È salito al primo posto anche nelle classifiche in Scandinavia, in buona parte della penisola balcanica e nel centro-Europa, grazie a brani come Ich tu dir weh.

## Singoli
Il primo singolo tratto dall'album è Pussy, uscito il 22 settembre 2009 e contenente anche la canzone Rammlied. Il 16 settembre alle ore 22:00 ora italiana è uscito il relativo videoclip in anteprima sul sito Visit-X, community tedesca di amatori delle webcam.
Il singolo successivo è stato Ich tu dir weh, il cui video è stato diretto da Jonas Åkerlund, mentre il terzo è stato Haifisch, uscito il 23 aprile 2010. Il 16 aprile 2011, in occasione dell'annuale Record Store Day, è stato pubblicato il doppio singolo Waidmanns Heil/Liebe ist für alle da.

## Tracce
Testi e musiche di Rammstein.
1. Rammlied – 5:19
2. Ich tu dir weh – 5:02
3. Waidmanns Heil – 3:33
4. Haifisch – 3:45
5. B******** – 4:15
6. Frühling in Paris – 4:45
7. Wiener Blut – 3:53
8. Pussy – 4:00
9. Liebe ist für alle da – 3:26
10. Mehr – 4:09
11. Roter Sand – 3:59

CD bonus nell'edizione speciale
1. Führe mich – 4:34
2. Donaukinder – 5:18
3. Halt – 4:21
4. Roter Sand (Orchester Version) – 4:06
5. Liese – 3:56

## Formazione
Gruppo
- Till Lindemann – voce
- Richard Z. Kruspe – chitarra
- Paul Landers – chitarra
- Oliver Riedel – basso
- Doktor Christian Lorenz – tastiera
- Christoph Doom Schneider – batteria

Altri musicisti
- Sven Helbig – arrangiamento orchestra, ottoni e coro (tracce 1, 3, 4, 5 e 11)
- Filmorchester Babelsberg – orchestra e ottoni (tracce 1, 3, 4, 5 e 11)
- Jörg Iwer – conduzione orchestra e ottoni (tracce 1, 3, 4, 5 e 11)
- Konzerterchor Dresden – coro (tracce 1, 3, 4, 5 e 11)
- Jörg Glenslein – conduzione coro (tracce 1, 3, 4, 5 e 11)
- Jenny Rosemeyer – fischio (traccia 11)

Produzione
- Jacob Hellner – produzione
- Rammstein – produzione
- Ulf Kruckenberg – ingegneria del suono
- Florian Ammon – ingegneria del suono
- Stefan Glaumann – missaggio
- Tom van Heesch – assistenza tecnica
- Erik Broheden – mastering
- Henrik Jonsson – mastering
- Michael Scully – assistenza alla registrazione
- Scott Church – assistenza alla registrazione
- Nico Essig – assistenza tecnica agli Henson Studio B
- Michael Schubert – registrazione orchestra e coro

## Classifiche
| Classifica (2009-23)    | Posizione massima |
| ----------------------- | ----------------- |
| Australia               | 9                 |
| Austria                 | 1                 |
| Belgio (Fiandre)        | 3                 |
| Belgio (Vallonia)       | 4                 |
| Danimarca               | 1                 |
| Finlandia               | 1                 |
| Francia                 | 2                 |
| Germania                | 1                 |
| Italia                  | 14                |
| Lituania                | 66                |
| Norvegia                | 4                 |
| Nuova Zelanda           | 15                |
| Paesi Bassi             | 1                 |
| Portogallo              | 4                 |
| Regno Unito             | 16                |
| Slovacchia              | 70                |
| Spagna                  | 5                 |
| Stati Uniti             | 13                |
| Stati Uniti (hard rock) | 1                 |
| Stati Uniti (rock)      | 3                 |
| Svezia                  | 3                 |
| Svizzera                | 1                 |